# Open de Andalucía
- Este artigo fala sobre o atual torneio de golfe do PGA European Tour, criado em 2007. Para o extinto torneio do PGA European Tour, que já foi chamado de Turespana Masters Open de Andalucia, entre 1992 e 1995, e novamente em 1999, veja Turespaña Masters.

O Open de Andalucía foi um torneio masculino de golfe profissional no PGA European Tour, que foi disputado entre os anos de 2007 e 2012, na região de Andaluzia, na Espanha.

## Campeões
| Ano                                           | Campeão                            | País                               | Local                              | Pontuação                          | Par                                | Margem                             | Vice-campeão(ões)                    |
| Open de Andalucía de Costa del Sol            | Open de Andalucía de Costa del Sol | Open de Andalucía de Costa del Sol | Open de Andalucía de Costa del Sol | Open de Andalucía de Costa del Sol | Open de Andalucía de Costa del Sol | Open de Andalucía de Costa del Sol | Open de Andalucía de Costa del Sol   |
| --------------------------------------------- | ---------------------------------- | ---------------------------------- | ---------------------------------- | ---------------------------------- | ---------------------------------- | ---------------------------------- | ------------------------------------ |
| 2012                                          | Julien Quesne                      | França                             | Aloha Golf Club                    | 271                                | −17                                | 2 tacadas                          | Matteo Manassero                     |
| Open de Andalucía de Golf by Turkish Airlines |                                    |                                    |                                    |                                    |                                    |                                    |                                      |
| 2011                                          | Paul Lawrie                        | Escócia                            | Parador de Málaga Golf             | 268                                | −12                                | 1 tacada                           | Johan Edfors                         |
| Open de Andalucia de Golf                     |                                    |                                    |                                    |                                    |                                    |                                    |                                      |
| 2010                                          | Louis Oosthuizen                   | África do Sul                      | Parador de Málaga Golf             | 263                                | −17                                | 3 tacadas                          | Richard Finch Peter Whiteford        |
| Open de Andalucía                             |                                    |                                    |                                    |                                    |                                    |                                    |                                      |
| 2009                                          | Søren Kjeldsen                     | Dinamarca                          | Real Club de Golf de Sevilla       | 274                                | −14                                | 3 tacadas                          | David Drysdale                       |
| MAPFRE Open de Andalucía by Valle Romano      |                                    |                                    |                                    |                                    |                                    |                                    |                                      |
| 2008                                          | Thomas Levet                       | França                             | Aloha Golf Club                    | 272                                | −16                                | Playoff (1 buraco)                 | Oliver Fisher                        |
| Valle Romano Open de Andalucia                |                                    |                                    |                                    |                                    |                                    |                                    |                                      |
| 2007                                          | Lee Westwood                       | Inglaterra                         | Aloha Golf Club                    | 268                                | −20                                | 2 tacadas                          | Fredrik Andersson Hed Phillip Archer |